# ブレイク・シェルトン
ブレイク・シェルトン(Blake Tollison Shelton、1976年6月18日 - )は、アメリカ合衆国のカントリーシンガーソングライター、テレビ司会者。身長196cm。
2001年、シングル「オースティン」でデビュー。カントリーミュージック協会賞で10度に渡る受賞、グラミー賞に8度ノミネートされており、米カントリーチャートではデビュー以来全てのアルバムがTOP10入りを記録。音楽オーディション番組『ナッシュヴィル・スター』『クラッシュ・オブ・ザ・クワイア』『ザ・ヴォイス』の審査員としても知られており、特に『ザ・ヴォイス』には放送開始当初から23シーズン続けて出演していた。

## 生い立ち
オクラホマ州エイダで中古車販売員の父リチャード、美容院オーナーの母ドロシーの息子として生まれる。幼少の頃に歌い始め、12歳からギターを習い始め、15歳で初めて作曲をする。16歳で地元で開催されたデンボ・ダイアモンド賞を獲得。1990年11月13日、兄リッチーが24歳で交通事故で亡くなる。他に姉エンディがいる。17歳でテネシー州ナッシュビルに転居し、歌手としての活動を始める。

## 経歴

### 1998年 - 2002年: デビュー
ナッシュビルで何年か過ごした後、1998年、ジャイアント・レコードと契約。2001年、『I Wanna Talk About Me 』をシングルで出す予定になった。しかし所属レコード会社のスタッフはアルバムに先駆けてこの曲を出すことに難色を示し、結果的にこの曲はトビー・キースが歌うこととなりキースはこの曲で第1位を獲得。
その代わりとして『オースティン』をデビュー・シングルとして発売。しかし発売直後に所属レコード会社の閉鎖となり親会社のワーナー・ブラザース・レコードに移籍。『オースティン』はビルボードのカントリー・チャートで5週連続首位となった。作曲家ボビー・ブラドックプロデュースのセルフタイトル・アルバム『Blake Shelton 』を発売。シングル・カットされたアール・トーマス・コンリーとの共作『All Over Me 』、及び『Ol' Red 』は20位以内にランクイン。『Ol' Red 』は[ラジオ]ではそれほどヒットしなかったが、自ら気に入っている作品であり、コンサートでの人気曲ともなった。このアルバムは50万枚以上を売り上げアメリカレコード協会よりゴールド認定された。
オールミュージックのマリア・コニッキー・ディノアは「『Austin 』はとても想像力に富んでいる」として好意的な批評を寄せており、シェルトン及び作曲に携わったブラドックとコンリーを賞賛している。『Country Standard Time 』のスコット・ホームウッドは「近年のカントリーの曲の似たようなものの寄せ集め」としてあまり好意的ではなかった。

### 2002年 - 2009年
2003年2月4日、第2弾アルバム『The Dreamer 』がワーナー・ブラザース・レコードから発売。アルバムに先駆けて発売されたシングル『The Baby 』はカントリー・チャートで3週連続首位。シングル2枚目『Heavy Liftin 』は32位、3枚目『Playboys of the Southwestern World 』は24位と奮わなかったが、アルバム『The Dreamer 』はゴールドディスクに認定された。2003年中期、アンディ・グリグスとモンゴメリー・ジェントリーと共にトレイシー・バードのシングル『The Truth About Men 』にゲスト・ボーカルとして参加。
2004年、第3弾アルバム『Blake Shelton's Barn & Grill 』が発売。アルバムに先駆けて発売されたハーレイ・アレンとの共作のシングル『When Somebody Knows You That Well 』はカントリー・チャートで最高37位。しかし次のシングル『Some Beach 』では4週連続首位を獲得。次にコンウェイ・トゥイッティの1988年のシングル『Goodbye Time 』のカバー曲を発売。このシングルと次のシングル『Nobody but Me 』はトップ10内に入った。以前の2枚のアルバム同様、今回のアルバムもゴールドディスクに認定された。またこのアルバムに合わせてビデオ『Blake Shelton's Barn & Grill: A Video Collection 』も発売された。
2005年12月18日、ニール・パトリック・ハリス、レベッカ・ゲイハート、アンガス・T・ジョーンズ、ロブ・ロウが出演するテレビ映画『The Christmas Blessing 』で『Nobody but Me 』などが使用された。シェルトン自身も出演し、チャリティー・コンサートで『Nobody but Me 』を歌う本人役であった。
2007年初頭、第4弾アルバム『Pure BS 』発売。ボビー・ブラドック単独プロデュースだったこれまでの3枚とは違い、ブラッドック、ブレント・ロウワン、ポール・ウォーリーがプロデュースに名を連ねた。『Don't Make Me 』は第12位、『The More I Drink 』は第19位と、このアルバムからの最初の2枚のシングルはどちらもカントリー・チャートでトップ20に入った。タレント・オーディション番組『Nashville Star 』で審査員を初めて経験し、後に『Clash of the Choirs 』でも審査員を務めた。
2008年、『Pure BS 』はマイケル・ブーブレのヒット曲『Home 』のカバー曲を含む3曲のボーナス・トラックを加えて再発売。2008年初頭、このアルバムの3枚目のシングルとして『Home 』が発売され、7月に彼の4枚目の首位シングルとなった。

### 2010年 - 現在: 『ザ・ヴォイス』の名物審査員としての活躍

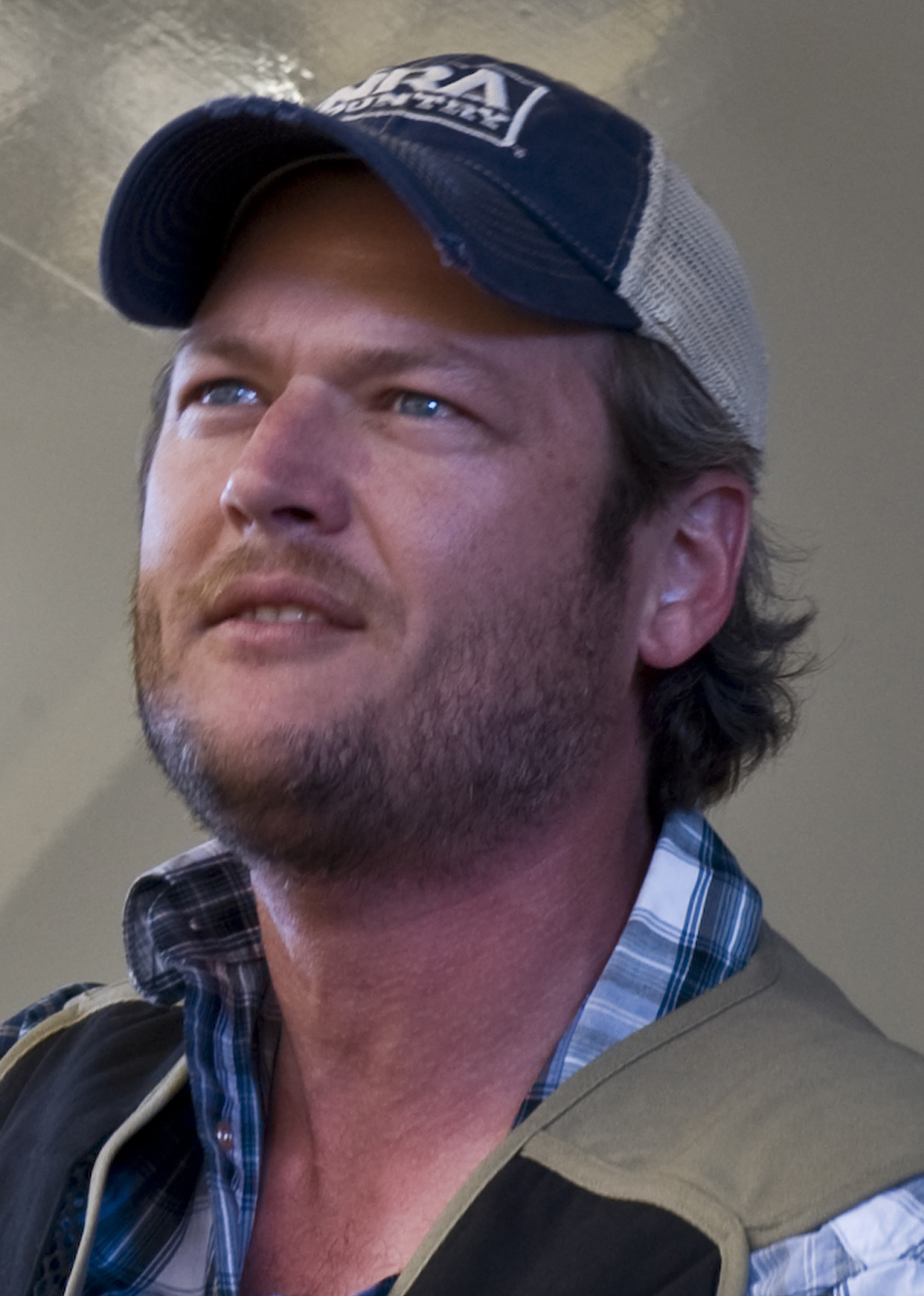
2011年

2011年、オーディション番組『ザ・ヴォイス』のアメリカ版に番組開始時から審査員として出演、その後23シーズンにも渡って審査員を務め、新たな人気を獲得。
同年には6枚目のスタジオ・アルバム『Red River Blue』が総合アルバムチャートBillboard 200とカントリーチャートでキャリア初の首位を獲得。2013年に発売された8枚目のアルバム『Based on a  True Story...』もBillboard 200で3位、カントリーチャートでは続けて首位を記録した。カントリーチャートではその後も3作に渡って首位を獲得し続けた。
2014年11月、オクラホマ殿堂顕彰、シェルトンはこれについて後に「信じられない、光栄だ」と喜びを語った。
2016年の映画『アングリーバード』ではテーマ曲に同年のアルバム『If I'm Honest』から「Friends」を提供し、豚のアール役で声の出演も果たした。
2017年、マダム・タッソー館でシェルトンの蝋人形がお披露目。
2022年、2001年から2019年までの自身の作品の原盤権をインフルエンス・メディア・パートナーズに売却。
2023年、第23シーズンを以て『ザ・ヴォイス』の審査員を降板、ファイナルにはこれまでに共演してきた歴代コーチや、自身がコーチを務めた優勝者などが登場し盛り上げた。
2024年9月、シェルトンは新たにBMGとウィールハウス・レコーズと契約、11月に新曲「テキサス」を発売。

## プライベート

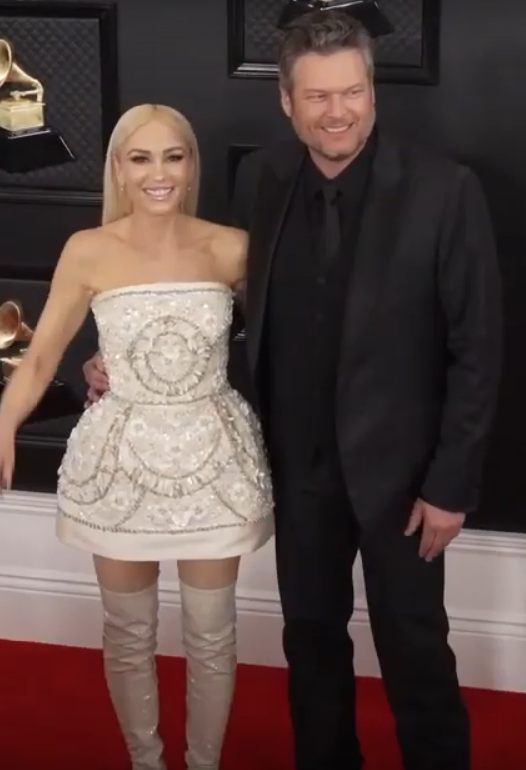
現妻のグウェン・ステファニーと（2020年）

2003年11月17日に長い付き合いのケイネット・ジャンと結婚するが、2006年に離婚。
その後、CMT主催の『100グレイテスト・デュエット・コンサート』で知り合ったカントリー歌手のミランダ・ランバートと4年の交際の後、2010年5月9日、彼女の父の許可をもらった後に彼女にプロポーズした。ミランダはオースティンのカントリー・チャート首位獲得シングル「ホーム」でコーラスも務めていた。
2011年5月14日、テキサス州ボーンのドン・ストレンジ牧場で結婚し、リーバ・マッキンタイア、シーロー・グリーン、マルティナ・マクブライド、ケリー・クラークソン、ディエルクス・ベントリー、チャールズ・ケリー、ザ・ベラミー・ブラザーズなどの多くのセレブリティを含む550名を招待した。結婚式の後、「婚約したその日に結婚したかったけれどもようやく結婚できた。」と語った。二人はオクラホマ州のテキソマ地域の小さな町ティショミンゴに住んでいた。
2012年1月17日、オクラホマ州で父親が健康の衰えにより71歳で亡くなった。
2015年にランバートと離婚。
2021年7月3日に歌手のグウェン・ステファニーと結婚した。

### その他
2016年6月10日のコンサート終了後、射殺されたクリスティーナ・グリミーについて、NBCのテレビオーディション番組「The Voice」シーズン6にて、指導に名乗りを上げた1人であるシェルトンは「あのスウィート・リトル・ガールを失ったことは、気を失いそうであり、腹立たしく、そして心が砕ける思いです。クリスティーナとその家族は、ずっとわたしの心の中に居続けます」と投稿した。

## ディスコグラフィー

### アルバム
| 2001                                      | Blake Shelton                | - 発売日: 2001年7月31日 - レーベル: Giant Nashville - フォーマット: CD, cassette                                     | 45 | —   | —  | —  | - US: プラチナ                    |
| 2003                                      | The Dreamer                  | - 発売日: 2003年2月4日 - レーベル: Warner Bros. Nashville - フォーマット: CD, digital download                       | 8  | —   | —  | —  | - US: ゴールド                    |
| 2004                                      | Blake Shelton's Barn & Grill | - 発売日: 2004年10月26日 - レーベル: Warner Bros. Nashville - フォーマット: CD, digital download                     | 20 | —   | —  | —  | - US: ゴールド                    |
| 2007                                      | Pure BS                      | - 発売日: 2007年5月1日 - レーベル: Warner Bros. Nashville - フォーマット: CD, digital download                       | 8  | —   | —  | —  | - US: ゴールド                    |
| 2008                                      | Startin' Fires               | - 発売日: 2008年11月18日 - レーベル: Warner Bros. Nashville - フォーマット: CD, digital download                     | 34 | —   | —  | —  |                                   |
| 2011                                      | Red River Blue               | - 発売日: 2011年7月12日 - レーベル: Warner Bros. Nashville - フォーマット: CD, digital download - 全米売上: 124万枚  | 1  | 100 | 13 | —  | - US: プラチナ                    |
| 2012                                      | Cheers, It's Christmas       | - 発売日: 2012年10月2日 - レーベル: Warner Bros. Nashville - フォーマット: CD, digital download - 全米売上: 65.9万枚 | 8  | —   | 19 | —  | - US: ゴールド - CAN: ゴールド    |
| 2013                                      | Based on a True Story...     | - 発売日: 2013年3月26日 - レーベル: Warner Bros. Nashville - フォーマット: CD, digital download - 全米売上: 146万枚  | 3  | 38  | 3  | —  | - US: 2× プラチナ - CAN: プラチナ |
| 2014                                      | Bringing Back the Sunshine   | - 発売日: 2014年9月30日 - レーベル: Warner Bros. Nashville - フォーマット: CD, digital download - 全米売上: 44.8万枚 | 1  | 46  | 4  | —  | - US: プラチナ                    |
| 2016                                      | If I'm Honest                | - 発売日: 2016年5月20日 - レーベル: Warner Bros. Nashville - フォーマット: CD, digital download - 全米売上: 62.6万枚 | 3  | 13  | 3  | 21 | - US: ゴールド                    |
| 2017                                      | Texoma Shore                 | - 発売日: 2017年11月3日 - レーベル: Warner Bros. Nashville - フォーマット: CD, digital download - 全米売上: 6.3万枚  | 4  | 23  | 11 | —  |                                   |
| 2021                                      | Body Language                | - 発売日: 2021年5月21日 - レーベル: Warner Bros. Nashville - フォーマット: CD, digital download - 全米売上:          | 18 | —   | 50 | —  |                                   |
| 2025                                      | For Recreational Use Only    | - 発売日: 2025年5月9日 - レーベル: Wheelhouse Records - フォーマット: CD, digital download - 全米売上:               | —  | —   | —  | —  |                                   |
| "—"は未発売またはチャート圏外を意味する。 |                              | |    |     |    |    |                                   |